# Pierre de Brantòsme

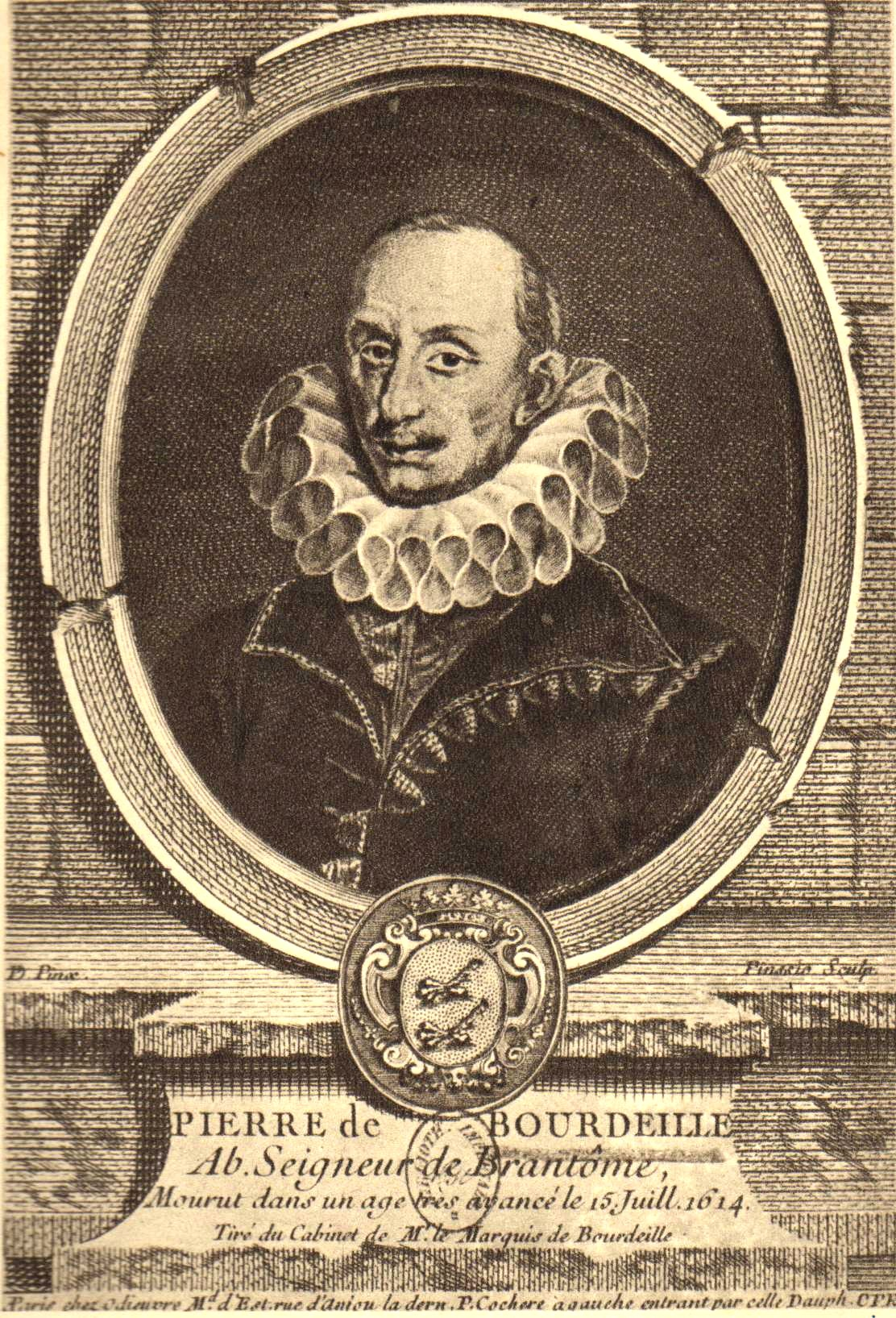
Pierre de Bordelha, senyor de Brantòsme

Pierre de Bordelha, abat i senyor de Brantòsme (Bordelha, Perigord, cap a 1540 – castell de Richmont, Sent Crespin de Richmont, 15 de juliol de 1614), va ser un historiador i biògraf francès, aventurer i galant.

## Biografia
Tercer fill del baró de Bordelha, la seva mare i la seva àvia materna van estar lligades a la cort de Margarida de Valois, després de la mort de la qual, el 1549, es va traslladar a París i, més tard, el 1555, a Poitiers, per acabar la seva educació. Se li van concedir molts béns eclesiàstics, el més important dels quals va ser l'abadia de Brantòsme. Com que no tenia vocació religiosa, es va fer soldat i es va relacionar amb grans senyors de la guerra.
Va viatjar a Itàlia i a Escòcia, on va acompanyar Maria I (en aquell moment vídua de Francesc II de França); a Anglaterra, on va conèixer Elisabet I (1561–1579); al Marroc (1564) i a Espanya i Portugal. Va lluitar a l'Àfrica contra els turcs. Va combatre contra Solimà I el Magnífic a les galeres de l'Orde de Malta i va acompanyar al seu gran amic, el comandant francès Philippe Strozzi (nét de Filippo Strozzi, el general italià) a la seva expedició contra Terceira, durant la qual va morir Strozzi (1582).
El 1572 va participar, a Dreux, a la primera guerra de religió entre catòlics i protestants, i a les batalles de Meaux i de Saint-Denis. El 1574 va posar fi a la carrera militar.
Els seus viatges posteriors es van limitar a seguir la cort i a participar en intrigues amoroses i polítiques, duels, rivalitats i assassinats.
El 1584 va patir una caiguda de cavall que el va obligar a retirar-se a les seves terres on, per distreure's, va començar a escriure les memòries que l'han immortalitzat. Aquesta obra, sovint escandalosa, agrada sobretot per la candidesa amb què està escrita i per la vanitat gascona que desprèn l'autor.
Classificat com un autor «lleuger» per la seva novel·la Vie des dames galantes, va escriure també articles, novel·les de viatges, cròniques de guerra i biografies. A gairebé tots els seus escrits destaca un tret comú: el seu amor per les dones, especialment per les que ha conegut profundament: la reina Margot o Caterina de Mèdici, per exemple.

## Obra
Brantòsme va deixar ordres expresses perquè el seu manuscrit fos imprès. Una primera edició no gaire completa es va publicar a títol pòstum a Leiden (1665–1666). Edicions posteriors van incloure:
- una obra en 15 volums (1740);
- una altra editada per Louis Monmerqué (1780–1860) en 8 volums (1821–1824), reproduïda al Pantheon littéraire de Buchan;
- l'obra de la Bibliotheque elzevirienne, començada el 1858 per Prosper Mérimée i Louis Lacour de la Pijardière i acabada amb el volum XII el 1893;
- l'edició de Ludovic Lalanne per a la Société de l'histoire de France (12 volums, 1864–1896).

Brantòsme difícilment pot ser considerat un historiador rigorós; les seves memòries no són una font fiable d'informació. Però el seu estil, ple d'aspectes col·loquials, posseeix un encant particular, tot i que abocava els fets, pensaments i observacions sense ordre ni sistema i amb una absoluta i desconcertant franquesa i ingenuïtat. Les seves obres descriuen inequívocament un admirable retrat de la vida cortesana del seu temps, amb el seu desvergonyit i obert llibertinatge. No hi ha home il·lustrat ni dama galant en tota la seva galeria de retrats que no estigui tacat pel vici i, no obstant això, el conjunt està narrat amb la més completa aparença que no hi ha res d'objectable a les seves conductes. Gran nombre de successos i personatges de l'època haurien romàs ignorats sense la seva bona ploma.
L'edició de Ludovic Lalanne va ser la primera a mostrar les fonts espanyoles i franceses en les quals es va basar Brantòsme, però no va utilitzar tots els manuscrits existents. Va ser després de la mort de Lalanne quan es van aconseguir els més antics a la Bibliothèque nationale. Tots els seus manuscrits originals, revisats per ell mateix diverses vegades, van ser recopilats a París i Chantilly (Museu Condé), motiu pel qual es va poder fer una nova i definitiva edició. Els poemes de Brantòsme (més de 2200 versos) van ser publicats per primera vegada el 1881. A Espanya s'ha traduït el seu cèlebre Gentilezas y bravuconadas de los españoles.